# Le Bosc du Theil
Le Bosc du Theil is een gemeente in het Franse departement Eure (regio Normandië). De plaats maakt deel uit van het arrondissement Bernay. Le Bosc du Theil is op 1 januari 2016 ontstaan door de fusie van de gemeenten Le Gros-Theil en Saint-Nicolas-du-Bosc. De gemeente telde 1.314 inwoners op 1 januari 2022.

## Geografie
De oppervlakte van Le Bosc du Theil bedraagt 20,11 vierkante kilometer; de bevolkingsdichtheid is 65,3 inwoners per km² (per 1 januari 2019).

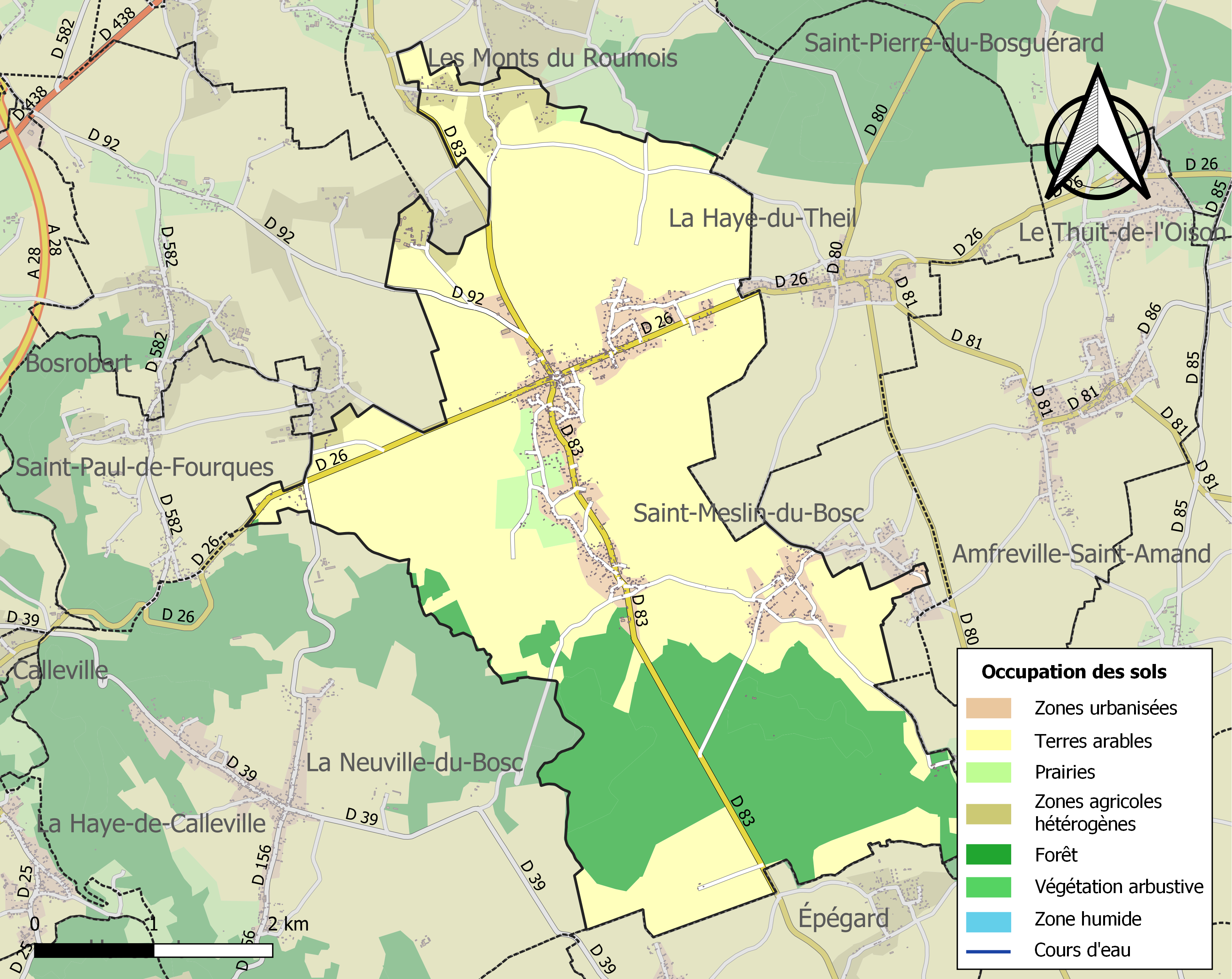
Kaart van de gemeente met belangrijkste infrastructuur, bodemgebruik en omliggende gemeenten